# Anaeroplasma
Anaeroplasma è un genere di batterio appartenente alla famiglia delle Anaeroplasmataceae.